# ۴۶۴ (میلادی)
۴۶۴ (میلادی) چهارصد و شصت و سومین سال تقویم میلادی است.

## درگذشتگان
‎